# Казанков, Максим Сергеевич
Макси́м Серге́евич Казанко́в (туркм. Maksim Sergeýewiç Kazankow; 20 марта 1987, Ашхабад, СССР) — туркменский и российский футболист, полузащитник и нападающий.

## Биография
Максим Казанков родился в Ашхабаде, в семье советского и туркменского футболиста и тренера Сергея Казанкова. Воспитанник туркменского футбола.
Выступал за туркменский столичный клуб «Копетдаг», был приглашён на просмотр в казанский «Рубин», но, по рассказу футболиста, его не отпустила мать, заставив до отъезда отслужить в туркменской армии. После окончания контракта с «Копетдагом» на правах свободного агента подписал контракт со столичным клубом «Ашхабад», с которым стал чемпионом страны.
В 2008 году уехал в Россию, где выступал за «Газовик» (2008—2009), «Динамо» (СПб; 2010, 1 круг), «Торпедо-ЗИЛ» (2010, 2 круг), «Сокол» (2011). В феврале 2012 года перешёл в клуб узбекской высшей лиги ташкентский «Локомотив», в марте дебютировал в матче с «Шуртаном», отыграв 55 минут. В следующих турах закрепился в основном составе клуба. По итогам сезона провёл 21 матч и забил два гола. Стал бронзовым призёром Чемпионата Узбекистана 2012.
29 декабря 2012 года стало известно о переходе Казанкова в пензенский «Зенит». По возвращении в чемпионат России у футболиста возникли проблемы с заявкой из-за паспортов двух стран, поскольку в чемпионате Узбекистана он числился по азиатской квоте как гражданин Туркменистана. В итоге Казанкову пришлось доказывать, что он в России легионером не является и за сборную Туркменистана не выступал Летом  следующего года он ушёл из клуба и пополнил состав новичка профессионального футбола «Домодедова», в котором стал лучшим бомбардиром в команде и лидером. За 18 матчей забил 10 голов.В январе 2015 года на правах аренды пополнил состав раменского «Сатурна» который претендовал на выход в ФНЛ. В июне подписал контракт с «Лучом-Энергией» из Владивостока.
26 июня 2016 года заключил контракт с хабаровским клубом. В 2021 году перешёл в «Тюмень». В 2022 году играл за костромской «Спартак» и московский «Сахалинец» во Второй лиге. (Кострома). В 2023 году — игрок команды ЗОВ — участницы чемпионата Москвы в дивизионе «А» в рамках любительского первенства России.

## Сборная
Будучи воспитанником туркменского футбола за сборную Туркменистана не играл ни разу, однако 11 октября 2007 года был в заявке на отборочный матч чемпионата мира-2010 против Камбоджи (1:0), но на поле не появился

## Достижения
- Чемпион Туркменистана: 2007
- Обладатель Суперкубка Туркменистана: 2007
- Бронзовый призёр чемпионата Туркменистана: 2006
- Бронзовый призёр чемпионата Узбекистана: 2012
- Серебряный призёр Второго дивизиона России (2): 2008 (зона «Урал-Поволжье»), 2010 (зона «Центр»)